# Juncus ochrocoleus
Juncus ochrocoleus är en tågväxtart som beskrevs av Lawrence Alexander Sidney Johnson. Juncus ochrocoleus ingår i släktet tåg, och familjen tågväxter. Inga underarter finns listade i Catalogue of Life.